# Фујоа (Сома)
Фујоа (фр. Fouilloy) насеље је и општина у североисточној Француској у региону Пикардија, у департману Сома која припада префектури Амјен.
По подацима из 2011. године у општини је живело 1874 становника, а густина насељености је износила 327,05 становника/km². Општина се простире на површини од 5,73 km². Налази се на средњој надморској висини од 34 метара (максималној 98 m, а минималној 28 m).

## Демографија
| 1962. | 1968. | 1975. | 1982. | 1990. | 1999. | 2011. |
| ----- | ----- | ----- | ----- | ----- | ----- | ----- |
| 1.047 | 1.391 | 1.743 | 1.658 | 1.627 | 1.734 | 1.874 |

График промене броја становника у току последњих година